# 香水镇 (江油市)
香水镇是中华人民共和国四川省绵阳市江油市曾经下辖的一个镇。位于江油市境西南部，地处江油、北川、安县接壤处，距市区中坝镇20公里，东与西屏乡隔盘江相望，西、北与北川县香泉乡交界，南临八一乡、九岭镇、青莲镇。境内西高东低，河谷、丘陵、山区相间分布。全乡总面积32.04平方公里。总人口9119人，非农业人口171人。
2019年12月，撤销香水镇，将其所属行政区域划归西屏镇管辖。

## 经济
辖区企业12家，其中市级以上企业1家，规模企业4家，2006年工农业生产总值6767万元，其中工业产值5851万元，人均纯收入达到3705元。

## 行政区划
香水镇撤销前下辖9个行政村，49个村民小组：
战斗村、镇江村、元坪村、洪林村、荣华村、紫宝村和治胜村。